# Julio Durán Pérez
Julio Durán Pérez (1870 - Oliva de Plasencia, 19 de agosto de 1936) fue un político socialista español, víctima de la represión del bando franquista durante la Guerra Civil.
Residente en Plasencia, en cuya agrupación socialista militó, dirigió el diario Avance y escribió habitualmente en El Socialista.
En las elecciones municipales de 1931 que dieron lugar a la proclamación de la República fue elegido concejal del ayuntamiento de Plasencia. En diciembre de ese mismo año fue elegido alcalde, cargo que ocupó hasta principios de 1934.
Fue detenido tras la revolución de 1934 por haber sido miembro del Comité Revolucionario local, quedando en libertad en 1936. En abril de ese mismo año fue elegido compromisario para la elección del presidente de la República por la circunscripción de Cáceres. Tras producirse el golpe de Estado de julio de 1936 que dio inicio a la Guerra Civil fue detenido y, un mes más tarde, ejecutado en una finca próxima a Oliva de Plasencia.